# Бекман, Берта
Берта Бекман (нем. Bertha Beckmann, 25 января 1815 — 6 декабря 1901) — немецкий фотограф. Первая женщина, ставшая профессиональным фотографом.

## Биография
Берта Бекман родилась в Котбусе в 1815 г. В 1839 г. она работала в Дрездене в парикмахерской. Там же в 1840 г. она познакомилась с Эдуардом Венертом, за которого вышла замуж. Эдуард познакомил её с недавно изобретённой дагерротипией и процессом печати с негативов на стеклянных пластинках, позволяющим получать любое количество отпечатков.
В 1843 г. она вместе с мужем открыла в Лейпциге фотостудию, став тем самым первой женщиной-профессиональным фотографом. После смерти Эдуарда в 1847 г. фотостудия перешла к Берте, которая управляла ею уже самостоятельно. Фотостудия специализировалась на портретной съёмке.
В 1849 г. она отправилась в США, где открыла фотостудию в Нью-Йорке. Там она получила диплом для портретной съёмки для спецслужб. Берта Бекман сделала фотопортрет президента США Милларда Филлмора. Продав в 1851 г. нью-йоркскую студию своему брату, Берта вернулась в Лейпциг.
В 1854 г. Берта была одной из двух участников, представлявших Саксонию на Первой немецкой промышленной ярмарке (нем. Erste Allgemeine Deutsche Industrieausstellung) в Мюнхене. Там она кроме дагеротипов представляла отпечатки на бумаге. Эти работы находятся в Лейпцигском городском музее.
В 1866 г. Берта держала фотостудию из нескольких человек персонала, ставшую известную в городе. Среди её клиентов были Клара Шуман, Иоганнес Брамс, Франц Доминик Грасси, Карл Гейне. Берта также занималась фотографией в стиле ню.
Берта Бекман отошла от дел в 1883 г., умерла в 1901 г. в Лейпциге.